# Peggy Beer
Peggy Beer (ur. 15 września 1969 w Berlinie) – niemiecka lekkoatletka, wieloboistka, medalistka mistrzostw Europy, dwukrotna olimpijka.

## Osiągnięcia sportowe
Do czasu zjednoczenia Niemiec startowała w barwach Niemieckiej Republiki Demokratycznej. Zajęła 4. miejsce w siedmioboju na mistrzostwach świata juniorów w 1986 w Atenach. Zwyciężyła w tej konkurencji na mistrzostwach Europy juniorów w 1987 w Birmingham, a na mistrzostwach świata juniorów w 1988 w Greater Sudbury wywalczyła brązowy medal.
Zdobyła brązowy medal w siedmioboju na mistrzostwach Europy w 1990 w Splicie, przegrywając jedynie z Sabine Braun z Republiki Federalnej Niemiec i swą koleżanką z reprezentacji NRD Heike Tischler.
Po zjednoczeniu Niemiec wystąpiła w siedmioboju na mistrzostwach świata w 1991 w Tokio, zajmując 7. miejsce. Zajęła 6. miejsce w tej konkurencji na igrzyskach olimpijskich w 1992 w Barcelonie i również 6. miejsce na mistrzostwach Europy w 1994 w Helsinkach. Nie ukończyła siedmioboju na mistrzostwach świata w 1995 w Göteborgu. Na igrzyskach olimpijskich w 1996 w Atlancie zajęła 13. miejsce, a na mistrzostwach świata w 1997 w Atenach 9. miejsce.
Była mistrzynią Niemiec w siedmioboju w 1991 i 1997. Była również wicemistrzynią NRD w tej konkurencji w 1989 i 1990, a także brązową medalistką tego kraju w biegu na 100 metrów przez płotki w 1989. W hali była wicemistrzynią NRD w pięcioboju w 1990 oraz brązową medalistką w tej konkurencji w 1989 i w skoku wzwyż w 1987.

## Rekordy życiowe
Rekordy życiowe Beer:
- siedmiobój – 6531 pkt (30 i 31 sierpnia 1990, Split)[14]
- pięciobój (hala) – 4627 pkt (20 lutego 1993, Berlin)[15]

## Rodzina
Jej ojciec Klaus Beer był skoczkiem w dal, wicemistrzem olimpijskim z 1968, a starszy brat Ron Beer płotkarzem.